# 伊林站
伊林站位于黑龙江省牡丹江市穆棱市兴源镇，为滨绥铁路旧线车站，距哈尔滨站442公里，绥芬河站106公里。车站隶属哈尔滨铁路局管辖，为四等站。
车站建于1900年，原名依林站，为俄国工程师的名字。该站至2015年底有4趟列车停靠，2016年初该站因随牡绥铁路电气化后关闭，但并未拆除，并留有人员驻守。车站关闭后只保留一条专用线，为伊林采石场办理矿建装车任务，纳入城鸡铁路下城子站管理。2016年7月4日起运行穆棱铁路公交列车，2020年停运。